# Kromfohrländer
Kromfohrländer[Nota] é uma raça canina originária da Alemanha. Reconhecidamente uma das raças alemãs mais novas a serem reconhecida pela FCI, tem seu nome derivado de krom Fohr, que em português significa sulco torto. Entre seus ancestrais é especulado que estejam os griffons da Vendeia e os fox terriers de pelo duro, dos quais pode ter herdado sua natureza amável e bons temperamento e caráter. Fisicamente é um canino de porte médio e pelagem que varia da curta a alongada, que pode chegar a pesar 14 kg e medir 46 cm.